# Angelo Kelly
Angelo Gabriele Kelly (Pamplona, 23 december 1981) is een Iers-Amerikaans zanger, muzikant en componist. Hij is vooral bekend van The Kelly Family.

## Biografie

### Jeugd
Angelo Kelly werd geboren in Spanje als twaalfde kind van de Amerikaanse leraar Daniel Jerome Kelly en als achtste kind van de Amerikaanse danseres Barbara Ann. Hij heeft vier halfbroers en zeven volle broers en zussen. Zijn moeder overleed een jaar na zijn geboorte. Al op jonge leeftijd reisde hij als straatmuzikant door Europa. Hij was vooral actief op de gitaar en speelde percussiemuziek. Toen hij twaalf jaar was richtte hij zijn interesse op de drums en was masterstudent van de Panamese jazzdrummer Billy Cobham.

### Carrière
Angelo Kelly was vanaf zijn tweede actief in The Kelly Family. Eerst als zanger, daarna als toetsenist en gitarist. In 2005 trouwde hij met Kira Harms. Samen kregen zij vijf kinderen. Het gezin ging ook deel uitmaken van de band. In 2019 en 2020 gaven zij een optreden in de Rotterdam Ahoy. Hij verliet in mei 2020 de band waarna hij weer verder ging als solozanger.
Als solozanger bracht Angelo Kelly in 2004 samen met Billy Cobham de dvd Call and Response uit. In dat zelfde jaar was hij gastdocent van een drumschool in Düsseldorf. In 2008 deed hij mee aan de Stern TV-show waarbij hij als muzikant een reis maakte van Pamplona naar Keulen. Het gezin verhuisde in 2013 naar Ierland en maakte in 2014 een mixtape-tournee. Hierbij bracht hij nog twee albums uit. In 2020 deed hij mee aan het tv-programma The Masked Singer. Hij zou in datzelfde jaar nog een solo-optreden geven, maar dat moest worden geannuleerd vanwege de coronapandemie. Naar aanleiding hiervan bracht hij in dat jaar het album Coming Home uit. Ook schreef zijn vrouw Kira toen het nummer "Stay with Me".

## Discografie

### Studioalbums
- 2006 - I'm Ready
- 2007 - Rejoice and Be Glad
- 2008 - Lost Sons
- 2012 - Off Road
- 2014 - Welcome Home (Angelo Kelly & Family)
- 2015 - Irish Christmas (Angelo Kelly & Family)
- 2018 - Irish Heart (Angelo Kelly & Family)
- 2020 - Coming Home (Angelo Kelly & Family)
- 2020 - Coming Home for Christmas (Angelo Kelly & Family)
- 2023 - Grace

### Livealbums
- 2008 - Up Close
- 2008 - Live in Madrid
- 2009 - The Traveller – Live in Warsaw
- 2009 - The Traveller
- 2012 - Off Road Live
- 2012 - Off Road Live 2
- 2012 - Off Road the Christmas Show
- 2014 - Live in Berlin (Angelo Kelly & Family)
- 2014 - MixTape Live
- 2015 - MixTape Live Vol. 2
- 2018 - Irish Heart Live (Angelo Kelly & Family)
- 2022 - The Last Show (Angelo Kelly & Family)
- 2023 - Mixtape Live Vol. 3

### Singles
- 2006 - Finally One (ep)
- 2007 - Let Me Dream
- 2008 - Smile for the Picture
- 2012 - Slow Down
- 2018 - Irish Heart
- 2020 - Stay with Me
- 2022 - The Galway Girl

### Dvd's
- 2004 - Call & Response (met Billy Cobham)
- 2006 - Piano Drums
- 2007 - I'm Ready
- 2008 - Up Close
- 2009 - Live in Madrid
- 2009 - The Traveller
- 2012 - Off Road – Dokumentarfilm
- 2012 - Off Road – Live in Stuttgart
- 2018 - Irish Heart – Live

## Referentie
- Dit artikel of een eerdere versie ervan is een (gedeeltelijke) vertaling van het artikel Angelo Kelly op de Duitstalige Wikipedia, dat onder de licentie Creative Commons Naamsvermelding/Gelijk delen valt. Zie de bewerkingsgeschiedenis aldaar.

- Gemeinsame Normdatei: 135415772
- International Standard Name Identifier: 0000 0000 5678 1863
- MusicBrainz: edbf211d-b1b7-4631-bf31-241efcabce34
- Nationale Bibliotheek van Tsjechië: ola2002152545
- Virtual International Authority File: 80169965
- WorldCat: E39PBJdmj7cqkfmXwtPmGtdhHC